# 中村由香里 (競輪選手)
中村 由香里（なかむら ゆかり、1981年3月9日 - ）は、大阪市出身の女子競輪選手。日本競輪学校（当時。以下、競輪学校）第102期（ガールズケイリン第1期）生。師匠は田谷勇（競輪学校第54期生）。弟子は石田典大（123期）。

## 来歴
1988年のソウルオリンピックの金メダリスト、フローレンス・ジョイナーに憧れ、小学4年生で陸上競技を始めた。
幼いころからプロスポーツ選手が夢であったが、当時は女性のプロスポーツが少なかったこともあり、進学した大阪教育大学では陸上競技を続けながら教員免許を取得、結局は大学卒業後陸上競技は辞めて小学校教員となる。そして教師生活の傍ら、シクロクロスを手始めとする自転車競技大会にも随時出場していた。2009年10月、競輪学校でガールズケイリンの生徒募集が行われることを知り、競輪選手になることを決意。当時6年生の担任を務めていた勤務先の小学校に、2010年3月に挙行された卒業式を終えた後、辞表を提出し、教師生活にピリオドを打った。
[2011年2月25日、競輪学校入学試験に合格。女子1期生として入学し、在校競走成績は54戦41勝の成績を挙げ第1位。卒業記念レースでは加瀬加奈子に次いで2位に入った。そして2012年3月24日に挙行された競輪学校卒業式では、学業や技能、人物について総合的に優れていたと評価され、「優等賞」が授与された。
2012年5月1日、日本競輪選手会東京支部所属の競輪選手として登録された。ホームバンクは京王閣競輪場。また同年同月に行われた全日本プロ選手権自転車競技大会（前橋競輪場）のエキシビションケイリンレース、『なでしこカップ』では加瀬らを抑えて優勝した。同年7月8日、ホームバンクの京王閣でデビュー戦を迎え、最終バックから捲り、2着に大差をつけて勝った。その後の2走も勝ち、ガールズケイリン初の完全優勝者となった。同年10月23日、同年12月28日に開催予定のガールズグランプリ出場選手に選出された。
2013年2月24日に高松競輪場で行われた第1回ガールズケイリンコレクション高松ステージで優勝。年末の12月28日に立川競輪場で行われた第2回ガールズグランプリで優勝して年間獲得賞金額が1948万9000円となり、当年の女子賞金王を確定させた。
2014年6月29日に取手競輪場で行われた第5回ガールズケイリンコレクション取手ステージで優勝、3つ目のタイトルを獲得。ガールズケイリンコレクションには同年の第6回（前橋ステージ）まで連続6回出場。7月16日の岐阜競輪場でのレースで通算100勝を達成。
2015年以降はタイトルからは遠ざかっているが、2019年は競輪祭前半3日間で行われたガールズケイリン特別競走「ガールズグランプリトライアルレース」に選考され出場したほか、12月20日から開催された豊橋FIIでは3日間とも1着で完全優勝。40歳となってからも2021年8月16日からの京王閣FIで約2年ぶりの優勝を果たしたほか、2022年9月19日に名古屋競輪場で行われたガールズグランプリ覇者を中心に選出された企画レース「ティアラカップ」でも2着に入るなど、安定した活躍を続けている。
2022年7月から日本競輪選手会東京支部の役員も務めているほか、123期の石田典大ほかアマチュア含めて弟子を7名取っている。

## 主な獲得タイトル
- 2013年 - ガールズケイリンコレクション 高松ステージ（高松競輪場）、ガールズグランプリ2013（立川競輪場）
- 2014年 - ガールズケイリンコレクション 取手ステージ（取手競輪場）
- 年間賞金女王1回 - 2013年